# Multiclavula mucida
Multiclavula mucida é uma espécie de fungo pertencente à família Clavulinaceae.